# Schoonerita
La schoonerita és un mineral de la classe dels fosfats que pertany i dona nom al grup de la schoonerita. Rep el nom en honor de Richard "Dick" Albert Schooner (8 de març de 1925 Bowling Green, Ohio, EUA - 14 de febrer de 2007 East Hampton, Connecticut, EUA), col·leccionista de minerals d'East Hampton, Connecticut.

## Característiques
La schoonerita és un fosfat de fórmula química ZnMn2+Fe2+₂Fe3+(PO₄)₃(OH)₂·9H₂O. Va ser aprovada com a espècie vàlida per l'Associació Mineralògica Internacional l'any 1976, sent publicada per primera vegada el 1977. Cristal·litza en el sistema ortoròmbic. La seva duresa a l'escala de Mohs és 4.
Segons la classificació de Nickel-Strunz, la schoonerita pertany a «08.D - Fosfats, etc. només amb cations de mida mitjana, (OH, etc.):RO₄ < 1:1» juntament amb els següents minerals: diadoquita, pitticita, destinezita, vashegyita, sinkankasita, mitryaevaïta, sanjuanita, sarmientita, bukovskyita, zýkaïta, giniïta, sasaïta, mcauslanita, goldquarryita, birchita i braithwaiteïta.
L'exemplar que va servir per a determinar l'espècie, el que es coneix com a material tipus, es troba conservat a les col·leccions mineralògiques del Museu Nacional d'Història Natural, l'Smithsonian, situat a Washington DC (Estats Units).

## Formació i jaciments
Va ser descoberta a la mina Palermo Núm. 1, a la localitat de Groton del comtat de Grafton (Nou Hampshire, Estats Units), on es troba en forma de petits flocs, inferiors al mil·límetre, de cristalls aciculars prims. Ocasionalment també com a llistons rectangulars prims, igualment petits. També ha estat descrita en altres indrets dels Estats Units, així com al Brasil, França, Portugal i Alemanya.